# جهاز نجاة

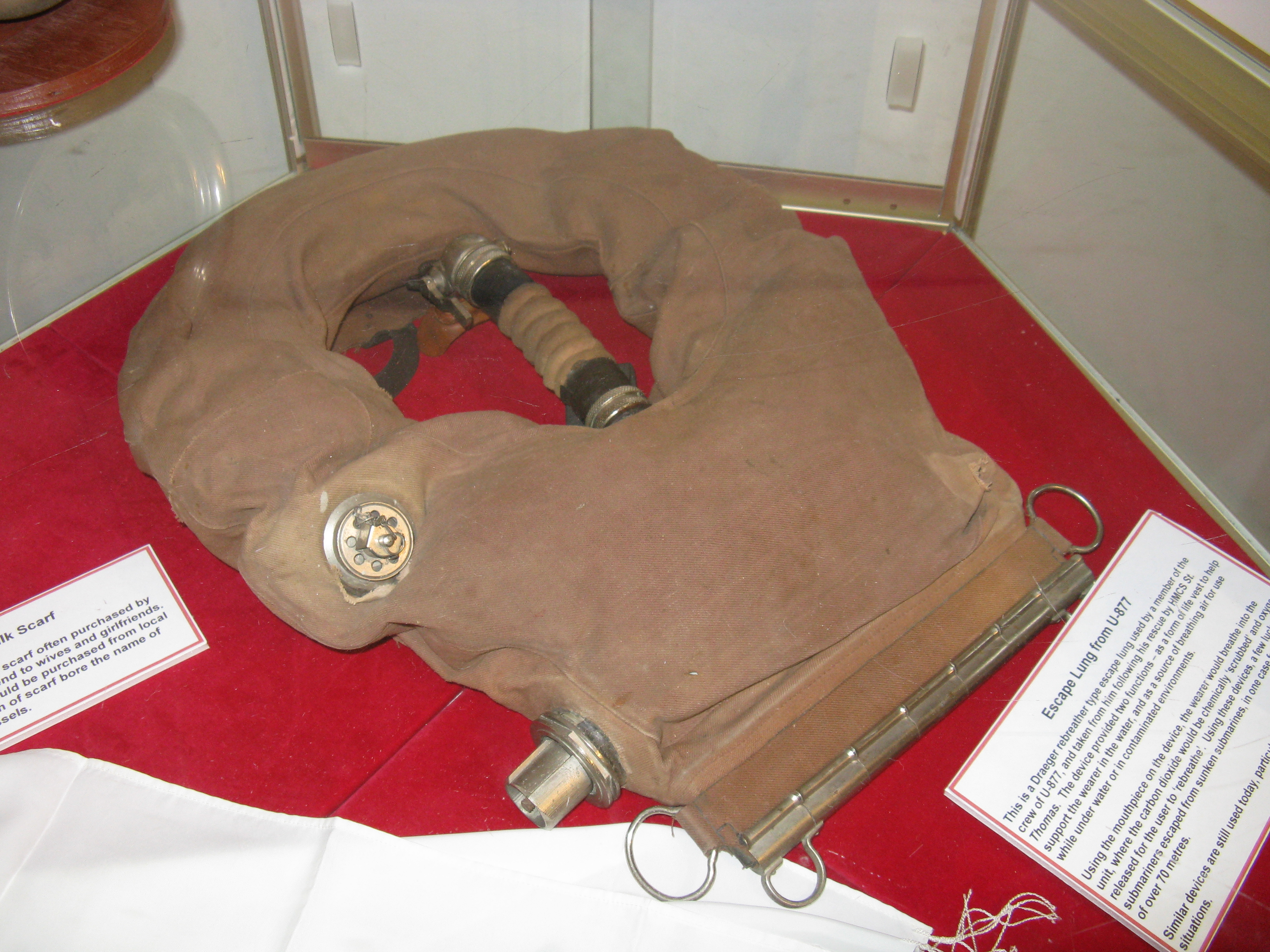
جهاز نجاة ألماني استخدم في الحرب العالمية الثانية

جهاز النجاة (بالألمانية Tauchretter = «منقذ الغواص») هو جهاز تنفس يعمل على إنقاذ مرتديه لفترة في الأجواء التي لا يوجد بها هواء (كافٍ) للتنفس وخصوصًا تحت الماء، ووظيفته الأساسية أو الأصلية بالدرجة الأولى هي أن تحفظ حياة الشخص لفترة تكفي للوصول إلى بر الأمان حيث يجد هواءً كافيًا للتنفس.
وكان جهاز النجاة هو فكرة متطورة لأجهزة التنفس واستخدم للهروب من الغواصات التي تغطس طويلاً حتى تنفد إمدادات الهواء على متنها، وعندما تحول أسباب تقنية أو عسكرية دون إمكانية الصعود إلى السطح: ومن أمثلة هذه الأجهزة هو جهاز ديفيس للإنقاذ من الغرق. واستخدمت أجهزة النجاة أيضًا على الشواطئ، على سبيل المثال في صناعة التعدين.

## التسمية
إذا ما نظرنا من الناحية اللغوية ففي الألمانية ومثلها الإنجليزية لا تعني كلمة tauchen "الغوص" في الوقت الحاضر إلا في الماء. وحتى منتصف القرن العشرين كانت كلمة tauchen الألمانية "أن تغوص" تعني أيضًا "أن تبقى في مكان لا يساعد على التنفس. ولذا كان يطلق عام 1900 على مقنعة الوقاية من الحريق المبرد بالمياه الذي يعمل بالهواء لـرجال الإطفاء في الألمانية اسم Feuertaucher ("غواص الحريق") وحتى في أربعينيات القرن العشرين كان الشخص الذي يرتدي جهاز تنفس في الأجواء التي يصعب فيها التنفس يطلق عليه بالألمانية Gastaucher ("غواص الغاز"). ولكن لما كثر استخدام أجهزة النجاة للهروب من الغواصات الغارقة واستخدامها على أنها جهاز للغوص اقتصر استعمال كلمة "tauchen" الألمانية على معنى ما هو تحت المياه.

## الوظيفة

### المواد الكيميائية
يحتوي هواء التنفس العادي على نحو 20% أكسجين. ويستهلك الإنسان أثناء التنفس الطبيعي نحو 4% من الأكسجين ويحوله إلى ثنائي أكسيد الكربون. ويمكن تنفس حجم معين من الهواء «بعمق» عدة مرات حتى ينفد ما يحتويه هذا الحجم من الأكسجين. ومع ذلك، مرة بعد أخرى يزداد التنفس صعوبة بسبب تراكم ثاني أكسيد الكربون واستهلاك الأكسجين. ومن هذا المنطلق ينبغي إزالة ثاني أكسيد الكربون من دورة التنفس.
لمعرفة الوظيفة العامة لهذا النوع من أجهزة التنفس، يرجى الاطلاع على جهاز إعادة دفق الأكسجين.
وعادة ما يستخدم جير الصودا أو مادة مشتقة منه لمص ثاني أكسيد الكربون، ولكن فيما مضى كان يستخدم هيدروكسيد الكالسيوم أو أكسيد الكالسيوم أو هيدروكسيد الصوديوم.
كان أجهزة النجاة المستخدمة في الغواصات لها قطعة فم لذلك كان على المستخدم أيضًا ارتداء مشبك أنف لئلا تدخل المياه من أنفه إلى جوفه. تتراوح مدة عمل جهاز النجاة من 15 دقيقة إلى 45 دقيقة بحسب عمق الغواصة.

### الاستعمال عند إنقاذ الغواصات
إذا حدث ظرف طارئ لا حل له إلا ترك الغواصة، فعلى الطاقم الانتظار حتى يُضغط الهواء داخل الغواصة بواسطة الضغط الناشئ عن دخول مياه البحر وحتى يتساوى ضغط التجويف الهوائي المتبقي مع الضغط الخارجي. وعلى هذا لا بد أن يكون الطرف السفلي لفتحة الهروب منخفضًا بما يكفي لئلا ينفلت الهواء المتبقي داخل الغواصة عند فتح الغطاء. وحينئذ يمكن للطاقم أن يخرج. لا بد ألا يتوقف مستخدم الجهاز عن التنفس لكي لا يصاب بـالرضح الضغطي. واستخدمت أجهزة الإنقاذ في الأفلام التالية:-
- السفينة (Das Boot) (يتمكن الشبح يوحنا من إنقاذ السفينة من الغرق باستخدام محرك ديزل).
- القرش والأسماك الصغيرة (Haie und kleine Fische) (عملية خروج منظم من غواصة غارقة).

## نبذة تاريخية
جاءت محاولات التطوير لأولى الغواصات المستخدمة في الأغراض العسكرية قبل الحرب العالمية الأولى لتحاول الإجابة باختصار على التساؤلات المتعلقة بإمكانيات إنقاذ الغواصة إذا ما تعرضت للغرق. وانطلقت أول محاولات مستميتة بصنع «حقائب تنفس» بسيطة كانت مفيدة جدًا في المساعدات قصيرة المدى، ولكنها غالبًا ما كانت تفتقر إلى الأكسجين الكافي لإتمام عملية الإنقاذ. وعرض روبرت هنري ديفيز (Robert Henry Davis) وهنري فلوس (Henry A. Fleuss) جهاز إعادة دفق الأكسجين، وهذا الجهاز أفاد في صناعة التعدين وفي الاستعمال تحت المياه.
- 1903م: بدأ زيبا جورمان (Siebe Gorman) تصنيع هذا الجهاز في إنجلترا في السنوات التي أعقبت تطويره وسماه بعد ذلك جهاز ديفيس للإنقاذ من الغرق.
- 1905م: ابتكار عظيم: صمامات معايرة للتحكم في الإمداد بالأكسجين. وسرعان ما تبنت الشركات الأخرى التي صنعت أجهزة الإنقاذ هذا الابتكار.
- 1907م: اخترعت شركة درايجر (Draeger) في لوبيك (Lübeck) يو بوت ريتر (U-Boot-Retter) «جهاز إنقاذ الغواصات».

واعتمد كلا النظامين على الإمداد بالأكسجين من أسطوانة ضغط عالٍ وامتصاص آني لـثنائي أكسيد الكربون بواسطة خرطوشة ملقّمة بـهيدروكسيد الصوديوم.
- 1916م: أصبح نموذج دريجر الثاني (DM 2) هو الجهاز النموذجي في البحرية الألمانية.
- 1926م: قدم دريجر جهاز تنفس إنقاذيًا يمكن السباحة أثناء ارتدائه. في حين أن الأجهزة السابقة لم تساعد إلا في الصعود إلى سطح الماء وكانت مصممة للاستفادة من قوة الدفع بحيث يصل مرتديها إلى السطح دون سباحة، نجد أن جهاز الغطس كان به أثقال، الأمر الذي جعل من الممكن أيضا الغطس بها أثناء عملية البحث والإنقاذ التي تبدأ بعد وقوع حادث.
- 1939م: طور هانس هاس (Hans Hass) جهاز الإنقاذ وصنع منه جهازًا قريبًا من أجهزة إعادة دفق الأكسجين بكيس عليه من الخلف وأنبوبتي تنفس ولكن لا يوجد به حقيبة ظهر. وتظهر هذه الأجهزة كثيرًا في أفلامه وكتبه.